# Велики Борак
Велики Борак је насеље у општини Барајево у Граду Београду.

## Историја
Реч „велики“ дописана је уз име Борак због великих догађаја који су у селу одиграни за време Првог српског устанка.
У време Првог српског устанка, овај крај је дао више знаменитих личности међу којима су најпознатији кнез Сима Марковић из Великог Борка и велики јунак Милисав Чамџија, који је остао запамћен по томе што је први испред устаника ушао у београдску тврђаву Калемегдан приликом ослобађања Београда 1806. године.
Хај браћо Срби, крила соколова! К мени, к мени, ја сам на ендеку. И Чамџија већ на топу седи!
На овај, Чамџијин знак, појачан је притисак и читава Београдска варош била је освојена.
У Великом Борку је 1805. године одржана прва Народна скупштина устаничке Србије.
На Скупштини је установљен Правитељствујушћи совјет српски, први орган извршне власти у Србији. За председника Совјета изабран је прота Матеја А. Ненадовић, а за совјетника Београдске нахије Павле Поповић из Вранића. У Великом Борку, за време Првог српског устанка радила је и прва пошта у Србији.
У време Другог светског рата, ово село је трпело четнички терор, због подршке партизанима. 3. батаљон Посавске бригаде Авалског корпуса ЈВУО, чији је командант био Милорад Тодоровић "Ситничар", 18. децембра 1943. је ухапсио већу групу мештана Великог Борка, Лесковца и Шиљаковца. Они су у затворени у селу Велики Борак, где су малтретирани. Истог дана десеторо је стрељано, док је више десетина осуђено на јавно батинање.
У Великом Борку се налази школа, истурено одељење Основне школе „Кнез Сима Марковић“ из Барајева. Школа је 2013. године била у лошем стању.
Овде се налазе Надгробни споменик Милисава Чамџије и Железничка станица Велики Борак.
Дана 20. јануара 2025. године у овом насељу десио се пожар у старачком дому, где је страдало осам људи.

## Галерија
- Железничка станица у Великом Борку
- Трг
- Споменик кнезу Сими Марковићу
- Споменик кнезу Сими Марковићу
- Спомен плоча палим борцима и сарадницима НОП-а

## Демографија
У насељу Велики Борак живи 1060 пунолетних становника, а просечна старост становништва износи 42,4 година (40,7 код мушкараца и 44,1 код жена). У насељу има 459 домаћинстава, а просечан број чланова по домаћинству је 2,80.
Ово насеље је у великим делом насељено Србима (према попису из 2011. године).
|  |

| Демографија | Демографија | Демографија |
| Година      | Становника  | Становника  |
| ----------- | ----------- | ----------- |
| 1948.       | 1.420       |             |
| 1953.       | 1.455       |             |
| 1961.       | 1.421       |             |
| 1971.       | 1.231       |             |
| 1981.       | 1.294       |             |
| 1991.       | 1.283       | 1.239       |
| 2002.       | 1.287       | 1.334       |
| 2011.       | 1.357       |             |

| Етнички састав према попису из 2011.‍ | Етнички састав према попису из 2011.‍ | Етнички састав према попису из 2011.‍ | Етнички састав према попису из 2011.‍ | Етнички састав према попису из 2011.‍ |
| ------------------------------------ | ------------------------------------ | ------------------------------------ | ------------------------------------ | ------------------------------------ |
|                                      |                                      |                                      |                                      |                                      |
| Срби                                 | Срби                                 |                                      | 1.320                                | 96,96%                               |
| Црногорци                            | Црногорци                            |                                      | 7                                    | 0,54%                                |
| Роми                                 | Роми                                 |                                      | 6                                    | 0,46%                                |
| Југословени                          | Југословени                          |                                      | 5                                    | 0,38%                                |
| Македонци                            | Македонци                            |                                      | 3                                    | 0,23%                                |
| Муслимани                            | Муслимани                            |                                      | 2                                    | 0,15%                                |
| Хрвати                               | Хрвати                               |                                      | 1                                    | 0,07%                                |
| Украјинци                            | Украјинци                            |                                      | 1                                    | 0,07%                                |
| Словенци                             | Словенци                             |                                      | 1                                    | 0,07%                                |
| Румуни                               | Румуни                               |                                      | 1                                    | 0,07%                                |
| непознато                            | непознато                            |                                      | 10                                   | 0,77%                                |

| Година пописа     | 1948. | 1953. | 1961. | 1971. | 1981. | 1991. | 2002. |
| ----------------- | ----- | ----- | ----- | ----- | ----- | ----- | ----- |
| Број домаћинстава | 328   | 355   | 371   | 368   | 385   | 402   | 459   |

| Број чланова      | 1   | 2   | 3  | 4  | 5  | 6  | 7 | 8 | 9 | 10 и више | Просек |
| ----------------- | --- | --- | -- | -- | -- | -- | - | - | - | --------- | ------ |
| Број домаћинстава | 121 | 113 | 76 | 78 | 40 | 21 | 8 | 1 | 1 | 0         | 2,80   |

| Пол    | Укупно | Неожењен/Неудата | Ожењен/Удата | Удовац/Удовица | Разведен/Разведена | Непознато |
| ------ | ------ | ---------------- | ------------ | -------------- | ------------------ | --------- |
| Мушки  | 556    | 178              | 316          | 39             | 21                 | 2         |
| Женски | 546    | 93               | 307          | 129            | 14                 | 3         |
| УКУПНО | 1.102  | 271              | 623          | 168            | 35                 | 5         |

| Пол    | Укупно                    | Пољопривреда, лов и шумарство | Рибарство                            | Вађење руде и камена | Прерађивачка индустрија       |
| ------ | ------------------------- | ----------------------------- | ------------------------------------ | -------------------- | ----------------------------- |
| Мушки  | 302                       | 100                           | 0                                    | 1                    | 56                            |
| Женски | 170                       | 62                            | 0                                    | 0                    | 14                            |
| УКУПНО | 472                       | 162                           | 0                                    | 1                    | 70                            |
| Пол    | Производња и снабдевање   | Грађевинарство                | Трговина                             | Хотели и ресторани   | Саобраћај, складиштење и везе |
| Мушки  | 18                        | 23                            | 26                                   | 1                    | 36                            |
| Женски | 2                         | 4                             | 17                                   | 5                    | 5                             |
| УКУПНО | 20                        | 27                            | 43                                   | 6                    | 41                            |
| Пол    | Финансијско посредовање   | Некретнине                    | Државна управа и одбрана             | Образовање           | Здравствени и социјални рад   |
| Мушки  | 1                         | 7                             | 8                                    | 2                    | 1                             |
| Женски | 2                         | 5                             | 11                                   | 7                    | 26                            |
| УКУПНО | 3                         | 12                            | 19                                   | 9                    | 27                            |
| Пол    | Остале услужне активности | Приватна домаћинства          | Екстериторијалне организације и тела | Непознато            | Непознато                     |
| Мушки  | 18                        | 0                             | 0                                    | 4                    | 4                             |
| Женски | 7                         | 1                             | 0                                    | 2                    | 2                             |
| УКУПНО | 25                        | 1                             | 0                                    | 6                    | 6                             |